# Stenus dyeri
Stenus dyeri är en skalbaggsart som beskrevs av Richard Eliot Blackwelder. Stenus dyeri ingår i släktet Stenus och familjen kortvingar. Inga underarter finns listade i Catalogue of Life.